# Religia w Angoli

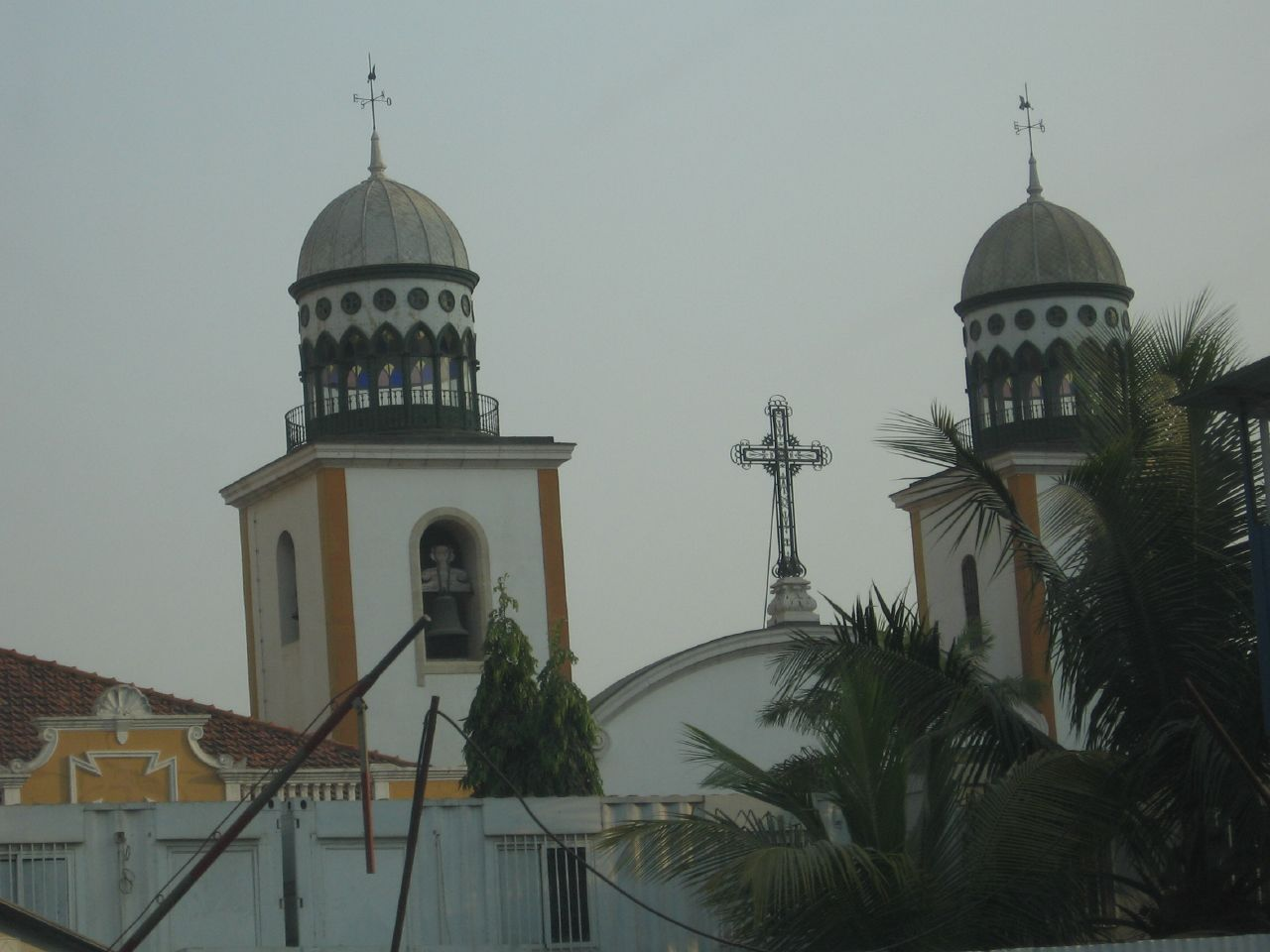
Katedra katolicka w Luandzie

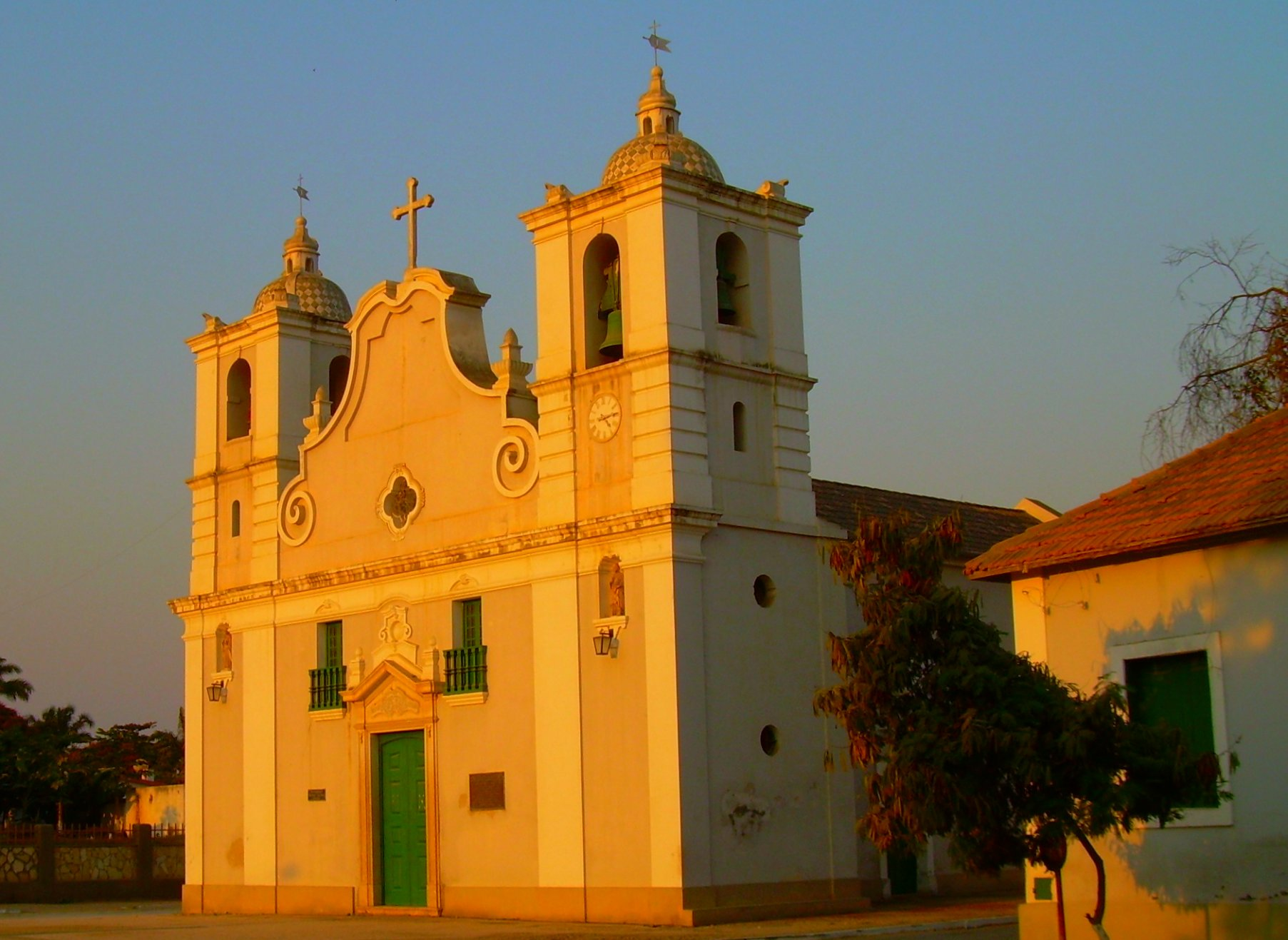
Stary kościół portugalski w Benguela

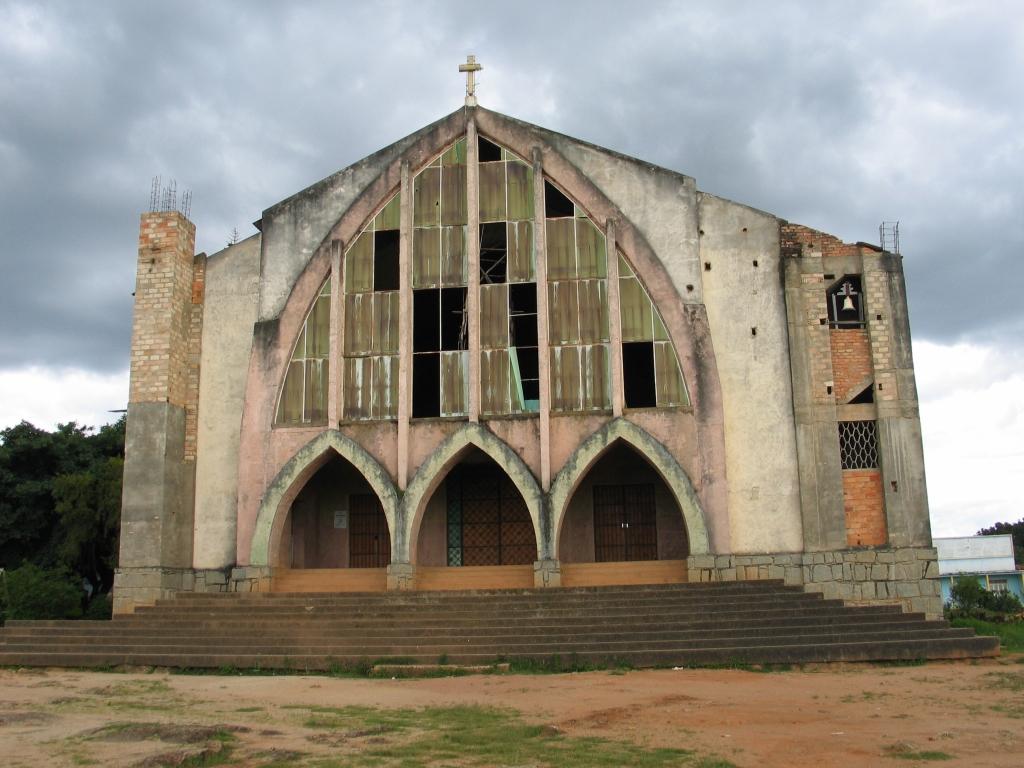
Kościół katolicki w Huambo

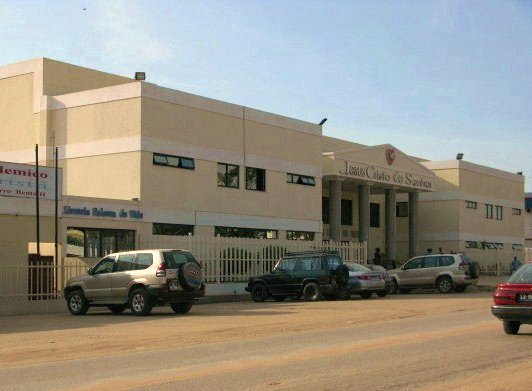
Uniwersalny Kościół Królestwa Bożego w Luandzie

Angola jest chrześcijańskim (90,5%) krajem, w którym istnieje ok. 1000 wspólnot religijnych. Dominującym wyznaniem jest katolicyzm do którego należy ponad połowa społeczeństwa (56,8%). Drugą co do wielkości grupą religijną jest protestantyzm (30,6%), z czego większość stanowią zielonoświątkowcy. Tradycyjne wierzenia afrykańskie praktykuje 4–6% ludności. W kraju występuje także niewielka liczba wyznawców islamu. 5,1% ludności nie utożsamia się z żadną religią.
Konstytucja i inne ustawy gwarantują wolność religijną. Konstytucja określa kraj jako państwo świeckie i oddzielone od kościoła. Państwo uznaje i szanuje różne grupy religijne, które mają prawo do organizowania i prowadzenia działalności, pod warunkiem przestrzegania konstytucji i ustaw.
W 2010 roku w Angoli funkcjonowało osiemdziesiąt trzy oficjalne instytucje religijne, a około 850 oczekiwało na uznanie prawne (INAR 2010).

## Historia
Przez prawie 500 lat od XV wieku Angola była kolonią Portugalii. Misjonarze katoliccy mieli wolną rękę aby szerzyć chrześcijaństwo, które ostatecznie stało się religią dominującą. Protestantyzm przybył w drugiej połowie XIX wieku. Różne grupy z różnych narodów przybyły do pracy misyjnej. Brytyjscy baptyści przybyli w 1878 roku i uczynili swoją bazę wśród ludu Bakongo. Kongregacjonaliści z Ameryki współpracowali z prezbiterianami z Kanady w celu ewangelizacji ludu Ovimbundu. William Taylor, biskup i misjonarz z Metodystycznego Kościoła Episkopalnego, przywiózł zespół 45 ludzi do Angoli w 1885 roku w celu stworzenia misji wśród ludu Kinbundi.
Od zakończenia wojny domowej w 2002 roku, krajobraz religijny Angoli znacznie się zmienił wraz z szybkim rozwojem kościołów charyzmatycznych, ewangelicznych i zielonoświątkowych, pod wpływem misjonarzy brazylijskich, nigeryjskich i kongijskich.

## Dane statystyczne
| Religie/kościoły                                                   | Liczba wiernych | Procent ludności | Źródło danych                                                       |
| ------------------------------------------------------------------ | --------------- | ---------------- | ------------------------------------------------------------------- |
| Kościół katolicki                                                  | 10 850 tys.     | 56,8%            | Pew Research Center, 2010                                           |
| Zbory Boże w Angoli                                                | 2 mln           | 10%              | Bible Alliance, 2010                                                |
| Kościół Ewangelicko-Kongregacjonalny                               | 880 tys.        | 4,6%             | Operation World, 2010                                               |
| Kościół Pana Naszego Jezusa Chrystusa na Ziemi (zielonoświątkowcy) | 800 tys.        | 4%               | Dunya News Network                                                  |
| Ewangeliczno-Zielonoświątkowy Kościół Braterski                    | 719 469         | 3,6%             | Ewangeliczno-Zielonoświątkowy Kościół Braterski                     |
| Kimbangizm                                                         | 500 tys.        | 2,5%             | Mission Atlas Project, 2001                                         |
| Ewangelicki Kościół Braterski (bracia plymuccy)                    | 450 tys.        | 2,4%             | Operation World, 2010                                               |
| Uniwersalny Kościół Królestwa Bożego                               | 400 tys.        | 2%               | Dunya News Network                                                  |
| Kościół Adwentystów Dnia Siódmego                                  | 466 909         | 1,57%            | Atlas Adwentystyczny, 2017                                          |
| Kościół Ewangeliczno-Baptystyczny                                  | 290 tys.        | 1,5%             | Operation World, 2010                                               |
| Kościół Boży                                                       | 241,5 tys.      | 1,3%             | Operation World, 2010                                               |
| Kościół Nowoapostolski                                             | 233 tys.        | 1,1%             | Kościół Nowoapostolski, 2013                                        |
| Kościół Ewangeliczny z Południowo-Zachodniej Angoli                | 180 tys.        | 0,95%            | Operation World, 2010                                               |
| Zjednoczony Kościół Metodystyczny                                  | 150 tys.        | 0,75%            | Operation World, 2000                                               |
| Kościół Ewangelicko-Reformowany w Angoli                           | 200 tys.        | 0,7%             | Światowa Rada Kościołów                                             |
| Świadkowie Jehowy                                                  | 159 384         | 0,5%             | Sprawozdanie z działalności Świadków Jehowy na całym świecie w 2022 |
| Afrykański Kościół Apostolski                                      | 130 tys.        | 0,68%            | Operation World, 2010                                               |
| Kościół Anglikański                                                | 120 tys.        | 0,63%            | Operation World, 2010                                               |
| Islam                                                              | 103 tys.        | 0,4%             | Amerykański Departament Stanu, 2014                                 |
| Zielonoświątkowo-Ewangeliczna Misja Angoli                         | 75 tys.         | 0,38%            | Światowa Rada Kościołów                                             |
| Kościół Ewangelicko-Luterański w Angoli                            | 49,5 tys.       | 0,18%            | LWF, 2015                                                           |
| Mennonici                                                          | 35 301          | 0,12%            | MWC, 2019                                                           |
| Konwencja Baptystyczna                                             | 33,5 tys.       | 0,12%            | Światowy Sojusz Baptystyczny, 2015                                  |
| Kościół Prezbiteriański                                            | 7 528           | 0,04%            | Kościół Reformowany                                                 |
| Wolny Kościół Baptystyczny                                         | 3 916           | 0,01%            | Światowy Sojusz Baptystyczny, 2017                                  |
| Mormoni                                                            | 2 933           | 0,01%            | LDS, 2019                                                           |
| Zjednoczony Kościół Ewangelicki                                    | 2 205           | 0,01%            | Kościół Reformowany                                                 |
| Wolny Kościół Metodystyczny                                        | 2 552           | 0,008%           | Wolny Kościół Metodystyczny, 2019                                   |
| Kościół Bożych Proroctw                                            | 1 700           | 0,008%           | Kościół Bożych Proroctw, 2012                                       |